# Brunellia rufa
Brunellia rufa är en tvåhjärtbladig växtart som beskrevs av Killip & Cuatrec.. Brunellia rufa ingår i släktet Brunellia och familjen Brunelliaceae. Inga underarter finns listade i Catalogue of Life.